# Hosnies Spring
Hosnies Spring ranije Hosnie's Spring ili Hosnies Springs) je vlažno područje na Božićnom otoku, australskom vanjskom teritoriju u istočnom Indijskom oceanu. Ramsarskom konvencijom o močvarama prepoznato je kao područje od međunarodne važnosti.

## Povijest
Hosnies Spring bilo je poznato i ranije, ali jedinstveni ekosustav primijećen je kasnih 1980-ih. Uvršten je u Nacionalni park Božićnog otoka 1989. godine, a 11. prosinca 1990. uvršten je na popis Ramsarskog područja 512, jednog od dva takva mjesta na otoku i najmanje na svijetu. Godine 2010. predloženo je povećanje površine Ramsarskog područja na 202 ha. Opravdanje za Ramsarsku oznaku je zato što:
- je primjer vrste neobične močvare jedinstvene za Božićni otok;
- podržava jedinstveni skup flore lokalno ograničen na jednu lokaciju, te dodatno nekoliko endemičnih i osjetljivih vrsta;
- je od posebne vrijednosti za lokalno ograničene vrste, kao i nekoliko endema.

Iako se u blizini odvija ograničeno iskopavanje fosfata, ljudska aktivnost nije imala veliki utjecaj na to mjesto.

## Opis
Malo područje od 3300 m2 sastoji se od stalnih slatkovodnih vodotoka i curenja koja izviru iz podnožja litice na uzdignutoj morskoj terasi oko 24-37 m nadmorske visine i 120 m u unutrašnjosti od litice usmjerene prema moru.

## Biljke i životinje
Izvori tvore močvaru koja podupire jedinstvenu 120 000 godina staru sastojinu mangrova Bruguiera gymnorhiza i Bruguiera sexangula. Sastojina sadrži između 300 i 600 stabala, uključujući neke od najvećih Bruguiera ikada zabilježenih, nekoliko s deblima od više od 80 cm promjera i s krošnjom visine 30–40 m. Nekoliko vrsta ptica i rakova endemičnih za otok nalazi se na mjestu.